# Commedia ranchera
La commedia ranchera è un filone cinematografico popolare in Messico tra gli anni trenta e gli anni cinquanta. 

## Storia
Genere principe, insieme al melodramma, del cinema messicano, nacque ufficialmente nel 1936, con Allá en el Rancho Grande (Laggiù nel Rancho Grande) di Fernando de Fuentes (Fernando De Fuentes Carrau, nato a Veracruz il 13 dicembre 1894 e morto a Città del Messico il 4 luglio 1958). Quantunque in precedenza vi fossero già stati film che ne contenevano alcuni elementi (come per esempio ¡Ora Ponciano! del 1935, diretto da Gabriel Soria, giunto anche in Italia con il titolo Amore di torero), la pellicola di  Fuentes viene comunemente considerata la prima commedia ranchera, quella che in un certo senso, "stabilì le regole" di questo particolare genere cinematografico, anche in virtù del maggior successo popolare che ebbe all'epoca. 
Rifacendosi al film di Fuentes, il filone proseguì seguendo alcuni archetipi: il personaggio del charro, il cowboy messicano, abile cavaliere, donnaiolo – naturalmente, sempre corrisposto – gran bevitore e giocatore, nonché valente tiratore, in definitiva un eroe coraggioso, prestante, che canta con voce profonda (nei film di questo genere, era solitamente interpretato da Jorge Negrete o da Pedro Infante); la fidanzata, tanto bella quanto onesta; il rivale, infido o leale che sia; l'amico dell'eroe, in genere uno scudiero alla Sancho Panza che lo segue dappertutto, pittoresco quanto basta, furbesco, innamorato quanto il suo eroe (ma ovviamente della servetta della protagonista), ma privo delle sue doti canore.
Va anche detto che la commedia ranchera riprende elementi dal sainete (commedia farsesca spagnola), però arricchiti dalla musica (e dunque riconducibili anche alla zarzuela, cioè il teatro musicale leggero spagnolo) trapiantando infine il tutto in Messico, o per meglio dire in un Messico inesistente, una bucolica arcadia tanto ingenua quanto fasulla nella realtà.
Il filone ebbe il suo momento di grande successo negli anni quaranta e nella prima metà del decennio successivo. Poi, anche per via della morte di Infante, avvenuta nel 1957, la commedia ranchera si spense pian piano, condannata a ripetere continuamente triti stereotipi.
Rogelio A. González, dirigendo il film La nave dei mostri del 1960, compie una curiosa operazione su un genere ormai agonizzante, realizzandone una sorta di parodia amalgamandone i cliché con quelli di un altro genere molto popolare, la fantascienza.